# 羽島市立中央中学校
羽島市立中央中学校（はしましりつ ちゅうおうちゅうがっこう）は、岐阜県羽島市にある公立中学校。

## 沿革
- 1993年（平成5年）4月 - 竹鼻中学校より分離し、開校。

## 進学前小学校[1]
- 中央小学校

## 交通アクセス
- 名鉄竹鼻線江吉良駅下車徒歩約20分。
- 羽島市コミュニティバス東・はしまわる線「竹鼻南コミュニティセンター」バス停より徒歩約3分。